# Fracasomanie
Met fracasomanie wordt een cultuur van bestuursveranderingen aangeduid, een permanent proces van hervormingen waarin het bestuur uit balans raakt. De Amerikaanse econoom Albert Hirschman, een hoogleraar die doceerde aan de universiteiten van Yale, Columbia en Harvard, heeft de term bedacht voor een overheid die door politieke bestuurders vol goede bedoelingen de ene na de andere reorganisatie krijgt opgelegd zonder dat deze worden afgemaakt. Het woord fracasomanie is samengesteld uit het Spaanse begrip 'el fracaso' (kneusje, mislukkeling, blunder, misser) en het begrip manie.
Hirschmann beschreef in 1963 de bestuursveranderingen in Zuid-Amerika waar overheden zich distantieerden van het in het verleden gevoerde beleid en hervormingen gelasten. Deze werden door politieke instabiliteit niet afgemaakt: een politicus had meestal een ambtsperiode die korter was dan de duur van de hervorming. Er volgde een nieuwe hervorming terwijl de vorige niet was geëvalueerd en niet kon worden geïnternaliseerd door de bureaucratie. Omdat op deze wijze chaos ontstond kozen boze burgers een derde politicus die zijn eigen hervormingen aankondigde. Dit leidde tot een gedestabiliseerde staat waarin de hervormingen elkaar snel opvolgden en waarbinnen een steeds grotere groep ontevreden burgers ontstond.
Het korte institutionele geheugen dat het resultaat is van de voortdurende hervormingen die met steeds weer andere beleidsmakers moet worden doorgevoerd verergert de toestand en versnelt het proces.
Men ziet fracasomanie terug in de hervormingen van de Hollandse koning Lodewijk Napoleon wiens korte bewind werd gekenschetst met de woorden "Ordre, Contre-ordre, Desordre", de landbouwhervormingen van de Russische Revolutie en daaropvolgende Nieuwe Economische Politiek (N.E.P.) en het door de commissie-Dijsselbloem beschreven proces van onderwijshervormingen in Nederland dat tot frustratie bij leraren, ouders en leerlingen leidde terwijl alle fasen en soorten onderwijs in kwaliteit achteruit gingen.
De Amsterdamse hoogleraar Jos de Beus vertaalt fracasomanie als "ADHD-bestuur". Hij definieert dit als "een wijze van organisatie, bestuur en gedragsrepertoire bij de overheid waarbij zij de samenleving zoekt te stabiliseren door zichzelf te destabiliseren". Wanneer innovatie niet cultureel en institutioneel wordt ingebed is zij volgens Jos de Beus onhaalbaar.